# Кургатово
Курга́тово (рос. Кургатово, башк. Ҡорғат) — присілок у складі Мечетлінського району Башкортостану, Росія. Адміністративний центр Кургатовської сільської ради.
Населення — 278 осіб (2010; 350 у 2002).
Національний склад:
- татари — 75 %